# Вергилевка
Вергилёвка, до 1992 Вергелевка до ВОВ также Венгеровка — село в Белгородском районе Белгородской области. Входит в состав Яснозоренского сельского поселения.

## География
Село расположено недалеко от районного центра — Майского.
Часовой пояс
Село Вергилевка как и вся Белгородская область, находится в часовой зоне МСК (московское время). Смещение применяемого времени относительно UTC составляет +3:00.

## История
- В 1939 году, перед ВОВ, в Вергелевке были 120 дворов и ветряная мельница.[1]
- Вторым названием села в 1940 году было Венгеровка.[1]
- На соседних хуторах и в селе, после ВОВ присоединённых к селу, насчитывалось:

на располагавшемся северо-западнее села хуторе Красная Алексеевка — 20 дворов и озеро;
на располагавшемся севернее хуторе Надежда — 10 дворов.
в расположенном юго-восточнее селе Новая деревня было 45 дворов.

## Население
| 2002 | 2010 |
| ---- | ---- |
| 148  | ↘133 |